# Национални паркови Канаде
Национални паркови Канаде заштићени су природни простори широм земље који представљају различите географске регионе нације. Под управом парка Канада, владиног огранка, национални паркови омогућавају уживање јавности без угрожавања подручја за будуће генерације, укључујући управљање дивљином и стаништима унутар екосистема парка. У оквиру канадске администрације налази се широк спектар заштићених подручја, укључујући национална историјска места, национална подручја за заштиту мора и резервате националног парка. 
Први канадски национални парк, смештен у Банфу, основан је 1885. Туризам и комерцијализација доминирали су раним развојем парка, праћен уско извлачењем ресурса. Комодификација паркова ради добити канадске националне економије, као и очување природних подручја за јавну и будућу употребу постали су интегрисани метод стварања паркова. Процес успостављања националних паркова обухватио је често присилно расељавање аутохтоних и неаутохтоних становника подручја унутар предложених граница парка. Сукоби између стварања паркова и становника овог подручја преговарани су кроз праксе заједничког управљања, јер су паркови Канаде препознали важност учешћа заједнице у циљу одржавања здравог екосистема. 
Транзиција ка развоју паркова као места очувања започела је Законом о националним парковима из 1930. Овај догађај означио је промену у пракси управљања парком. Ревидиран 1979. године у складу са политиком националних паркова, закон је ставио већи нагласак на очување природних подручја у неометаном стању еколошким интегритетом и рестаурацијом, одмичући се од развоја који се заснива на добити. Делујући као национални симболи, канадски национални паркови постоје у свакој провинцији и на територији и представљају разнолике пејзаже који обележавају природно наслеђе Канаде. 

## Хронологија
- 1885. — Национални парк Банф успостављен је као први канадски национални парк. Првобитно се овај парк звао Резерват Банф, а касније Национални парк Стеновите планине
- 1908—1912 — У Алберти и Саскачевану основана су четири национална парка са мисијом сродном националним склоништима за дивље животиње. Све би биле укинуте до 1947. када се постигну њихови циљеви
- 1911. — Створен је парк Доминион, прва служба националног парка на свету
- 1930. — Канадски парламент усвојио је први закон о националним парковима, којим се уређује заштита паркова
- 1930. — Потписан споразум о преносу ресурса
- 1970-е — Системски план националних паркова осмишљен са циљем да заштити репрезентативни узорак сваког од 39 природних простора Канаде.[1]
- 1979. — Ревидирана је политика националних паркова како би очување еколошког интегритета постало приоритет у канадским парковима, завршавајући, такозвани, двоструки мандат рекреативном употребом
- 1984. — Основан први национални парк споразумом о потраживању земљишта
- 1988. — Закон о националним парковима измењен и формализован принцип еколошког интегритета у парковском систему
- 1989. — Канадско друштво за паркове и дивљину и Светска фондација за природу покренули су кампању Угрожени простори како би подстакли завршетак система националних паркова. Циљ кампање је да имају паркове и заштићена подручја која представљају сваку од природних регија у земљи
- 2011. — Поводом обележавања стоте годишњице стварања система националних паркова, основали су Национални пројекат паркова са циљем да створе серију документарних филмова о различитим парковима у систему.[2]
- 2017. — Бесплатни национални паркови у 2017. години: У част прославе 150. рођендана Канаде 1. јула 2017. године, Парк Канаде[3] понудио је бесплатан улаз у националне паркове и национална историјска места током целе године.

## Стварање и развој
Крунска колонија Британске Колумбије, 20. јула 1871. године, обавезала се на конфедерацију са Канадом. Према условима Уније, Канада је требало да започне изградњу трансконтиненталне железнице која би повезивала пацифичку обалу са источним провинцијама. Како су канадски геодетски службеници пацифичке железнице 1875. године почели да проучавају земљу, положај природних ресурса у земљи изазвао је додатно интересовање. Докази о минералима брзо су увели изградњу рудника и експлоатацију ресурса у претходно нетакнутој дивљини Канаде. Истраживање је довело до открића топлих извора у близини Банфа у Алберти, а новембра 1885. канадска влада је изворе учинила јавном својином, уклањајући их из могућности приватног власништва и експлоатације. Овај догађај довео је до почетка канадског покрета ка очувању земљишта и одвајању за јавну употребу као националних паркова. Крајем 1880-их, Томас Вајт, канадски министар унутрашњих послова, одговоран за федерално управљање земљиштем, индијске послове и вађење природних ресурса, почео је да успоставља законодавни предлог за успостављање првог канадског националног парка у Банфу.
Мај 1911. године означио је један од најзначајнијих догађаја у администрацији и развоју националних паркова у Канади, пошто је Закон о шумским резерватима и парковима Доминион добио краљевско одобрење. Овим законом створено је прво административно тело, које ће управљати националним парковима у Канади. Када је огранак успостављен, систем паркова се проширио од Банфа према истоку, комбинујући употребу и заштиту као темељ за управљање националним парком.
Главни мотиви стварања националних паркова у Канади били су профит и очување. Инспирисана оснивањем и успехом националног парка Јелоустон у Сједињеним Америчким Државама, Канада је спојила опречне идеје очувања и комерцијализма како би задовољила своје потребе за природним ресурсима, конзерваторске погледе на савремени менаџмент, растуће интересовање јавности за спољашње просторе и нову популарност повратка природи. Ово све веће интересовање да се избегне градска гужва донело је идеје о очувању нетакнуте дивљине Канаде стварањем јавних паркова. Као земља која зависи од природних ресурса, канадски национални паркови представљају пример компромиса између потражње за профитом од копнених ресурса и туризма, са потребом за очувањем и одрживим развојем. 
Иако су конзерватистичке идеје и заједнички канадски покрет за повратак природи били очигледни у раном развоју националних паркова у Канади, већу улогу имале су привредне коморе, локалне самоуправе, промотери туризма и рекреативне групе које су заговарале комерцијалну делатност развој, укључујући и очување дивљих животиња, када је то могуће. Канадски национални паркови омогућили су јавности пут према природи, истовремено интегришући идеје о очувању канадског живописног пејзажа и популације дивљих животиња у ери развоја и вађења главних ресурса. 

### Туризам и комерцијализација
Интеграција јавне посете националним парковима у Канади увелико је допринела почетку јавних бирачких округа за одређене паркове. Паркови који су се мобилизирали у јавној јединици имали су тенденцију да напредују бржим темпом. Као тактику за повећање броја људи који путују у и кроз националне паркове, чланови сваке изборне јединице која окружује националне паркове почели су да се залажу за изградњу путева, укључујући развој трансканадског аутопута. Као главни аутопут који пролази канадским стеновитим планинама, трансканадски аутопут је пружио доступност посетама и трговини том подручју. Аутопут је дизајниран да обезбеди густ проток саобраћаја, а такође укључује и мноштво приступачних раскрсница и места за излете. Са великом фреквенцијом путника и многим одредиштима која се заустављају, туризам је цветао након успостављања трансканадске аутоцесте. Док аутопут пролази кроз Банф и подручје долине Бов, укључује сликовит поглед на већину планина и окружење богато дивљином.
Топли извори Банфа постали су приступачнији након минирања тунела 1886. године. Коњске запреге заменили су аутобуси и таксији, а 1960-их су мале кабине углавном замењивали хотели и мотели, јер је заједница била усмерена на изградњу националног парка као туристичке дестинације. Године 1964. успостављен је први сервисни центар за посетиоце, који је подразумевао изградњу кампа, приколице и других атракција. До 1927. године смештај у кампу на планини Тунел прилагођавао се тако да је имао простор за приколице, као и шаторе. Због повећане потражње камп је проширен и до 1969. године био је највећи камп у систему националног парка. Банф је постао целогодишњи рекреативни центар јер је раст зимских спортских активности пружио додатни подстицај туризму. Примена барова и жичара на Банфовим скијашким брдима помогла је да Банф постане дестинација за скијање и зимске спортове.

## Сукоби око стварања

### Развој ресурса
Од оснивања канадских националних паркова, пословање и профит били су главни елемент њиховог стварања и развоја. Иако је туризам био први извор добити у националним парковима, експлоатација природних ресурса попут угља, дрвне грађе и других минерала постала је још једно главно подручје прихода. Тих ресурса има у изобиљу у Стеновитим планинама и протумачено је као неисцрпно. 
Угаљ је био најобилнији и најпрофитабилнији од свих минерала, па су зато његово постојање у парковима прихватили политичари и званичници канадске пацифичке железнице. То је допринело изградњи града угља на путу ка језеру. Он није представљао опасност за национални парк Банф, већ додатну атракцију за посетиоце. У овом случају, експлоатација ресурса и туризам радили су заједно једни с другима на стварању профитабилнијег националног парка. Иако су туризам и развој ресурса могли да раде заједно, из доношења политика било је јасно да је туризам постао секундарни у експлоатацији ресурса. 
Ресурси који су искоришћени из националних паркова били су од суштинског значаја јер је те ресурсе преносио широм земље. Године 1887. успостављен је Закон о парку Стеновитих планина који је одражавао важност експлоатације ресурса за канадску економију. Према овој уредби, национални паркови нису били у потпуности очувани у свом природном стању, јер су рударство, сеча и паша и даље били дозвољени.
Када је предложен закона о парку Стеновитих планина, он је у то време изазвао разне критике, једна од њих је имплицитна контрадикција између експлоатације ресурса у оквиру овог националног резервата. Међутим, свеобухватна идеологија деветнаестог века да ће дрвна грађа и рударство допринети корисности резервата за разлику од обезвређивања парка засенила је забринутост због експлоатације ресурса. Сматрало се да су природни ресурси у парковима неограничени и да их стога треба користити јер је то економски корисно за нацију. 
До 1911. године, кад су Канађани постали свесни исцрпљивања америчких природних ресурса, избила је расправа усмерена на обим експлоатације ресурса у канадским националним парковима. Ова расправа започела је још 1906. године на Шумарској конвенцији у Отави, јер је подстакла нови интерес за заштиту, који је разговарао са владиним, академским и јавним нивоом. Канадски национални паркови више нису били места неограничених природних ресурса, али су се сада сматрали местом где је ресурсе требало чувати регулативом како би се осигурала будућа и континуирана употреба. 
Комесар за паркове 1911. године, залагао се за потпуно искорењивање вађења угља и минерала у парковима. Међутим, Харкинова визија се остварила тек 1930. године када је успостављен Закон о националним парковима. Овим актом је истраживање и развој минерала забрањено и у парковима је дозвољена само ограничена употреба дрвета. Да би Канада наставила свој економски успех развојем ресурса, границе канадских националних паркова су промењене пре закона из 1930. године како би се земљиште богато ресурсима изузело из парковских подручја. Изузимање развоја ресурса у канадским националним парковима означило је мали помак ка конзервистичким ставовима према канадским парковима јер је рекреативна употреба и развој и даље била дозвољена. 

### Људски сукоб
Почетни идеал националних паркова био је ненасељена дивљина. Стварање овог захтевало је расељавање аутохтоних и неаутохтоних становника који су живели у предвиђеним границама паркова, као и ограничења на начин на који су ти становници раније користили земљу и ресурсе у парковима за живот. 
Национални парк Џаспер, основан 1907. године, ограничио је лов и друге делатности староседелаца које су користиле регион, а које доносе приход и културно вредне активности. Џаспер је велики парк у јужном, често посећиваном делу Канаде и један од многих паркова који су више намењени туризму него очувању. Већина паркова је дизајнирана да привлачи ненасељену дивљину и има погодности и путеве који олакшавају посетиоцима. Људске активности у парку су биле дозвољене, али првенствено активности које су доносиле приход, попут сноубординга и преноћишта за туристе. Забрањени су лов и замке.
Паркови у ређе посећеним северним деловима Канаде створени су са више пажње о коришћењу староседелаца. Национални парк и резерват у Јукону имао је почетна ограничења лова у циљу очувања присуства дивљих животиња у парку. Кроз локалне организације и политичко лобирање, староседелачки становници ових подручја могли су да имају већи утицај на процес стварања паркова. Домородачке организације протестовале су и сведочиле пред парламентарним одборима, описујући како су та ограничења повредила њихову способност да се обезбеде традиционалним риболовом, ловом и заробљавањем.  Национални парк Ивавик, основан 1984. године, први је у Канади створен свеобухватном нагодбом за земљиште. У јуну 1984. потписан је Коначни споразум о Инувиалуиту, који је одступио од прошлих паркова обавезујући се на шире укључивање староседилачких интереса и дајући Инувиалуиту ексклузивна права на лов и убијање дивљачи у парку. Овај споразум био је пример и почетак заједничког управљања, које је обезбедило да се аутохтони гласови чују и добију једнаке представнике у одборима паркова.
Парк у Њу Брансвику је створен 1969. године и укључивао је признање староседелачких група које су некада тамо боравиле, али није признато Акадијацима који су чинили приближно 85 процената од преко 1.500 људи који су расељени да би створили парк. Многа насеља која су паркови Канаде одузели од своје земље одупрла су се, а отпор становника Акадије према деложацији био је довољно велик да одгоди службено отварање парка до 1979. Кроз протест и грађанску непослушност, добили су већу накнаду од владе да се позабаве забраном риболова у парку који им је раније био главни извор прихода. Отпор Акадијанаца утицао је на будуће стварање паркова, јер је 1979. године парк Канада најавио да више неће користити присилно пресељење у нове паркове. Године 2008. је створио саветодавни одбор како би размотрио процес.

## Промена вредности после стварања и управљања парком

### Конзерваторски покрети
Крајем 19. века Канађани су почели да мењају свој поглед на природу и ресурсе са оног у коме је дивљина била земља изобиља на оно где је земља постала ограничено складиште, а мишљења су почела да се усредсређују на конзерваторске идеје. 
Створена 1909. године, Комисија за заштиту постала је канадски форум за питања заштите, делујући као саветодавно тело које се користило за одговарање на питања у вези са очувањем и бољим коришћењем канадских природних и људских ресурса. Комисија се усредсредила на концепт који максимизира будућу добит кроз добро управљање у садашњости. Уместо да се сачува некоришћењем, комисија се бавила управљањем ресурсима за дугорочну добит. 
Друге организације за очување природе, попут алпског клуба, имале су различите идеје које су се фокусирале на очување природне дивљине и супротстављале се било којој врсти развоја или изградње. Овај покрет је био успешан јер је почело да се развија стварање паркова искључиво ради очувања, попут уточишта за птице. До 1930. чак су и конзерваторски покрети унутар Канаде схватили да национални паркови у земљи имају укорењен систем мотива заснованих на добити.

### Еколошки интегритет
Према парку Канада, еколошки интегритет је дефинисан као држава у којој постоје три елемента који су неживи елементи, живи елементи и низ еколошких функција. Имајући сва три елемента, постоји здрави екосистем. Екосистем у националним парковима често је оштећен услед експлоатације ресурса, ширења туризма и праксе спољног коришћења земљишта изван националних паркова. Путем паркова Канада, који су схватили неопходност управљања националним парковима људском руком ради одржавања биотичких и абиотичких компоненти, паркови Канада ставили су акценат на еколошки интегритет у националним парковима што је означило прелазак са профита на очување.
Промена вредности изведена је из успостављања Закона о националним парковима из 1930. године који је ограничио употребу ресурса за управљање парковима, а 1979. године, у складу са ревидираном политиком националних паркова, одржавање еколошког интегритета је било приоритет за очување националних паркова Канаде. Године 1988. измењен је Закон о националним парковима и отелотворена је регулација еколошког интегритета. Међутим, због сукобљених интереса профита и очувања, одржавање еколошког интегритета полако је напредовало. 
Велики покрет на одржавању еколошког интегритета догодио се од 2001. године. Закон о националним парковима Канаде из 2001. године појачао је неопходност одржавања и обнављања еколошког интегритета уштедом природних ресурса и екосистема. Поставља нове принципе за планове управљања парком. Подручја дивљине у националним парковима Банф, Јаспер, Иохо и Котенаи званично су проглашена земљиштем као дивљином у националним парковима. Границе свих заједница у националним парковима су промењене и развој трговине у њиховим заједницама је ограничен. Профит више није постао приоритет, а иницијатива за очување кроз еколошки интегритет се повећала.
Да би се одржао или обновио еколошки интегритет, у многим парковима се спроводе рестаурације екосистема, покушавајући да оштећене екосистеме врате у првобитно здраво стање и учине их одрживим. 

### Заједничко управљање
Кроз политике паркова и радне праксе, парк Канада препознао је важност заједничког рада са аутохтоним народима и другим заједницама на управљању здравим екосистемом паркова унутар и око националних паркова.
Године 1984. национални парк Ивавик основан је као резултат споразума о захтеву за абориџинско земљиште. Сада, Ивавиком заједнички управљају парк Канада и Инувиалуит. Њихови заједнички циљеви су заштита дивљих живота, одржавање екосистема здравим и заштита њихових културних ресурса. Поред тога, они осигуравају очување традиционалног начина живота Инувиалуита, укључујући лов и риболов.
Други пример је национални парк планине Торнгат. Године 2005. основан је као резултат споразума о захтевима за инуитско земљиште Лабрадор. Чува староседелачка права лабрадорских Инуита у Канади, која су права на земљу, ресурсе и самоуправу. Савезна влада је такође потписала споразум о утицајима и користима парка Лабрадор са Асоцијацијом Инуита. Као и са споразумом о Ивавику, он осигурава да Инуити могу да наставе да користе земљу и ресурсе као своје традиционалне активности и да задрже свој искључиви однос са земљом и екосистемима. Поред тога, договорили су се да ће заједнички управљати парком. Биће успостављен седмочлани задружни управни одбор који ће саветовати савезног министра животне средине у вези са питањима управљања парком.
Паркови Канада препознали су домородачко знање и њихов јединствени историјски и културни однос са земљама, па је тако парк Канада почео да сарађује са домородачким народом у управљању парковима. 

## Додавање у систем

### Предложени национални паркови и резервати националног парка
Следеће области су предложене за паркове или резервате, проучаване су и дискутоване међу заинтересованим странама: 
- Парк уз источну обалу Великог ропског језера на северозападним територијама
- Национални урбани парк Руге, дуж реке Руге у Торонту и његовој близини. Као једини национални урбани парк, долина реке Руге разликовала би се од националних паркова именом, правним статусом, циљевима и целокупном визијом.[51]

Поред тога, парк Канада разматра и друга подручја за будуће националне паркове: 
- Јужни Оканаган-Симилкамен у Британској Колумбији (као резерват националног парка)[53]
- Низија Манитобе (северозападно језеро Винипег)
- Проширење националног парка Ватертон језера у Алберти у Британској Колумбији (као резерват националног парка)

### Резерве Националног подручја за заштиту мора
Национална подручја за заштиту мора су релативно ново стварање унутар система паркова. Тренутно постоје три: 
- Национални морски парк, Онтарио
- Национално подручје за заштиту мора, Горње језеро, Онтарио
- Ст. Лаврентије морски парк, Сагне, Квебек

Национални морски парк Сагне и Ст. Лаврентије створен је пре концепта Националног подручја за заштиту мора, а потом је класификован тако без промене њихових правних имена. Национално подручје за заштиту мора има другачији мандат од својих колега. Дизајнирани су за одрживу употребу, мада обично садрже и подручја дизајнирана за заштиту еколошког интегритета. 
Слично резерватима националног парка и националним резерватима морског подручја, треба да постану пуни националног подручја за заштиту мора када се реше потраживања. Тренутно постоји један резерват Националног подручја за заштиту мора: 
- Национални резерват за морско подручје Гвај Ханас и локалитет наслеђа Хаида, у близини истоименог резервата националног парка, у Британској Колумбији

Две области се разматрају као национално подручје за заштиту мора или резерват Националног подручја за заштиту мора: 
- Резерват Националног подручја за заштиту мора Јужног пролаза Џорџије, у Британској Колумбији, око резервата Националног парка Заљевска острва[54][55]
- Национално подручје за заштиту мора Ланкашир, у Нунавуту[56]

### Националне знаменитости
Поред националних паркова, током 1970-их и 1980-их био је предвиђен и програм националних оријентира, али још увек није успостављен осим једне имовине. Оријентири су били намењени заштити специфичних природних карактеристика које се сматрају „изванредним, изузетним, јединственим или ретким за ову земљу. Ове природне одлике би обично биле изоловане целине и од научног интереса“.
До данас је успостављен само један оријентир, Национални оријентир Пинго, на северозападним територијама. Истовремено (1984) предложен је још један, Национална оријентир Нелсон Хед, на јужном врху острва Банкс, такође на северозападним територијама. Закони који предвиђају оријентир захтевали су формални захтев министра животне средине у року од 10 година (до 1994). Ниједан никада није направљен. 